# Max Hötte
Max Hötte († 1860) war ein bedeutender deutscher Rauchwarenhändler. Er „beherrschte zeitweilig den Brühl“, das Leipziger Welthandelszentrum für Pelzfelle.

## Allgemein
Fernhändler aus Münster importierten bereits im Mittelalter Rauchwerk, besonders aus dem Baltikum. Bereits 1184 sind Pelzhändler hier urkundlich bezeugt und die Gilde der Pelzer war angesehen.
Der nordamerikanische, auch weitgehend südamerikanische und australische Pelzhandel lief zu Beginn über London. Um die Straße Garlick Hill herum befand sich hier das zweite europäische Welthandelszentrum neben Leipzig. Die durch Napoleon verhängte Kontinentalsperre von 1806 bis 1813 und ein schon 1796 bestehendes Importverbot für britische Waren beendete für diese Zeit den Warenbezug aus Großbritannien.
Ganz unterdrücken ließ sich der Leipziger Rauchwarenhandel nicht, die Pelzhändler besorgten sich „unter den schwierigsten Verhältnissen amerikanische und andere ausländische Rauchwaren auf dem Weg des ausgedehnten Schmuggels“. Der Schmuggel mit englischen Waren, insbesondere mit Pelz, war vor allem am Niederrhein besonders stark organisiert. Auch in Galizien und Weißrussland hatten sich eine „große Industrie etabliert, die sich nur mit dem Einschmuggeln der verbotenen Pelze befasste“ und Leipzig mit Ware versorgte. Einige Unternehmen erwarben dabei riesige Vermögen, Firmen wie Kloppenburg, Esders und auch Hötte. Der Rauchwarenmarkt in Leipzig brach durch die Kontinentalsperre und die durch die vorangegangenen Kriege ohnehin schlechte Wirtschaftslage völlig zusammen, beim Friedensschluss im Jahr 1815 sollen nur noch zwei ältere, in Leipzig arbeitende Rauchwarenfirmen bestanden haben. Innerhalb von zehn Jahren hatte sich der Leipziger Pelzhandel allerdings bereits wieder erholt.

## Firmengeschichte
Entsprechend einer Eintragung im Gildebuch der Pelzer wurde Johann Bernhardt Hötte am 17. Mai 1742 in die Innung aufgenommen. Er zahlte 45 Taler Aufnahmegebühr, seine Frau drei Taler. Bald ist er als Gildemeister nachzuweisen, so 1967/68 und 1772/73. Im Jahr 1777 wurde Franz Joseph Hötte Angehöriger des Pelzeramtes, er zahlte 30 Taler Gebühr, ebenfalls aufgenommen wurde Johann Bernhard Hötte im Jahr 1790, seine Ehefrau war Catharine Alyda (Adelheid?). Das Fundament für den späteren Reichtum der Firma wurde vielleicht bereits durch den 1770 geborenen Anton Hötte gelegt. Die Abfolge der Genealogie der verschiedenen Namensträger Hötte, Pelzhändler und Kürschner, wurde wohl noch nicht ermittelt. Die Rauchwarenhandlung Bernhard und Clemens Hötte ist von 1870 bis 1890 nachzuweisen.
Rauchwarenhändler Max Hötte eröffnete neben seinem Betrieb im westfälischen Münster einen Pelzhandel in Leipzig, im Pelzhandelszentrum um die Leipziger Straße Brühl.  Der Pelzgroßhändler Emil Brass (1856–1938) erinnerte sich, dass ihm sein Vater oft erzählte, dass er 1836 in Leipzig bei den Gebrüdern Hötte eine Partie roher Nerzfelle kaufte, das Zimmer zu 5 Taler, er machte Herrenpelze daraus. Zur nächsten Ostermesse wollte er einen gleichen Posten Nerzfelle kaufen, war aber sehr erstaunt, als man ihm 8 Taler abverlangte. Er überlegte es sich sehr sorgfältig, ob er diesen hohen Preis anlegen sollte.
Max Hötte kaufte direkt in Russland ein.  Als erster führte er außerdem, unter der Umgehung Londons, auf direktem Weg Felle aus Amerika ein, insbesondere über das von Johann Jakob Astor gegründete Unternehmen.

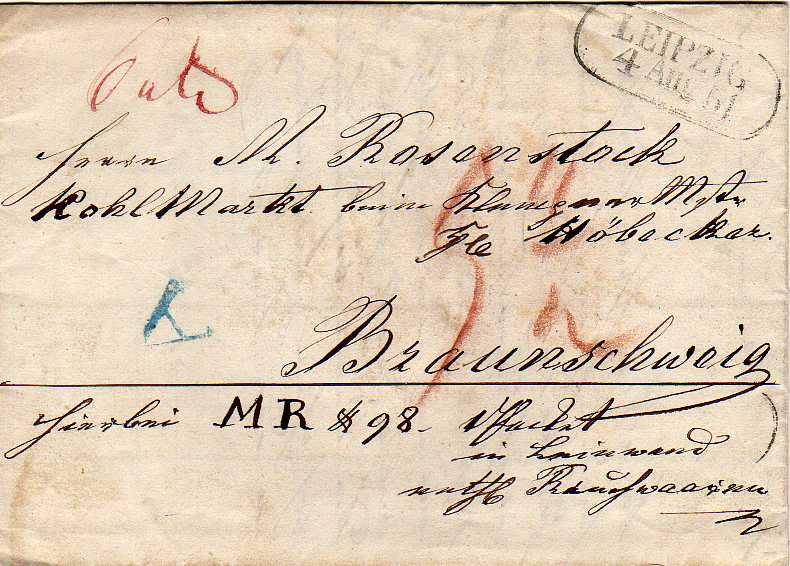
Paketbegleitbrief der Firma Hötte & Söhne, aufgegeben am 4. August 1851. Das „Packet in Leinwand enthl. Rauchwaaren“. Adressiert an Herrn M. Rosenstock in Braunschweig.

Als Max Hötte 1860 an Altersschwäche starb, hinterließ er ein Vermögen von 20 Millionen Taler. Das Unternehmen hatte zu dieser Zeit seinen Höhepunkt bereits überschritten.
Im Leipziger Adressbuch des Jahres 1880 lautete der Eintrag: „Clem. Bernh. Chrstn. Whlm. Hötte, B. u. Kaufmann. Firma Hötte & Söhne. Rauchwaarenhandlung. Brühl 74, SG. l. I.“; im Adressbuch von Münster des Jahres 1883: „Hötte, J. B. & Söhne, Rauchwaarenhandlung (Inhaber Bernh. u. Clem. Hötte), Verspoel 12“; sowie: „Hötte, Clemens, Theilhaber der Firma J. B. Hötte & Söhne, Alter Steinweg 8“.
Unter seinen Nachkommen verlor das Unternehmen rasch weiter an Bedeutung und wurde wohl 1892 eingestellt, die letzte gefundene Erwähnung war im Jahr 1891.
Der bedeutende Mäzen  der Stadt Münster, Josef Hötte junior (1838–1919), Sohn von Franz Hötte, war dort ebenfalls Pelzhändler. Der Hötteweg in Münster ist nach ihm benannt.